# Phaeaphodius rectus
Phaeaphodius rectus är en skalbaggsart som beskrevs av Victor Ivanovitsch Motschulsky 1866. Phaeaphodius rectus ingår i släktet Phaeaphodius och familjen Aphodiidae. Inga underarter finns listade i Catalogue of Life.